# Birkebæk Plantage
Birkebæk Plantage är en skog i Hernings kommun i Danmark.   Den ligger i Region Mittjylland, i den centrala delen av landet, 230 km väster om Köpenhamn.